# Saint-Flavy
Saint-Flavy és un municipi francès situat al departament de l'Aube i a la regió del Gran Est. L'any 2007 tenia 255 habitants.

## Demografia

### Població
El 2007 la població de fet de Saint-Flavy era de 255 persones. Hi havia 96 famílies de les quals 16 eren unipersonals (12 homes vivint sols i 4 dones vivint soles), 40 parelles sense fills, 36 parelles amb fills i 4 famílies monoparentals amb fills.
La població ha evolucionat segons el següent gràfic:
Habitants censats

### Habitatges
El 2007 hi havia 119 habitatges, 99 eren l'habitatge principal de la família, 7 eren segones residències i 13 estaven desocupats. 117 eren cases i 2 eren apartaments. Dels 99 habitatges principals, 87 estaven ocupats pels seus propietaris, 11 estaven llogats i ocupats pels llogaters i 1 estava cedit a títol gratuït; 4 tenien dues cambres, 14 en tenien tres, 23 en tenien quatre i 58 en tenien cinc o més. 75 habitatges disposaven pel capbaix d'una plaça de pàrquing. A 38 habitatges hi havia un automòbil i a 56 n'hi havia dos o més.

### Piràmide de població
La piràmide de població per edats i sexe el 2009 era:
| Homes | Edats   | Dones |
| ----- | ------- | ----- |
| 0     | 95 o +  | 0     |
| 0     | 90 a 94 | 0     |
| 0     | 85 a 89 | 0     |
| 8     | 80 a 84 | 0     |
| 0     | 75 a 79 | 12    |
| 4     | 70 a 74 | 0     |
| 8     | 65 a 69 | 4     |
| 4     | 60 a 64 | 8     |
| 4     | 55 a 59 | 12    |
| 16    | 50 a 54 | 0     |
| 12    | 45 a 49 | 16    |
| 4     | 40 a 44 | 4     |
| 8     | 35 a 39 | 4     |
| 16    | 30 a 34 | 4     |
| 12    | 25 a 29 | 12    |
| 0     | 20 a 24 | 16    |
| 8     | 15 a 19 | 4     |
| 4     | 10 a 14 | 4     |
| 4     | 5 a 9   | 0     |
| 4     | 0 a 4   | 4     |

## Economia
El 2007 la població en edat de treballar era de 170 persones, 142 eren actives i 28 eren inactives. De les 142 persones actives 133 estaven ocupades (78 homes i 55 dones) i 9 estaven aturades (3 homes i 6 dones). De les 28 persones inactives 10 estaven jubilades, 7 estaven estudiant i 11 estaven classificades com a «altres inactius».

### Ingressos
El 2009 a Saint-Flavy hi havia 104 unitats fiscals que integraven 269 persones, la mediana anual d'ingressos fiscals per persona era de 19.264 €.

### Activitats econòmiques
Dels 10 establiments que hi havia el 2007, 2 eren d'empreses extractives, 4 d'empreses de construcció, 1 d'una empresa de comerç i reparació d'automòbils, 2 d'empreses de transport i 1 d'una empresa d'hostatgeria i restauració.
Dels 3 establiments de servei als particulars que hi havia el 2009, 2 eren paletes i 1 fusteria.
L'any 2000 a Saint-Flavy hi havia 12 explotacions agrícoles.

## Poblacions més properes
El següent diagrama mostra les poblacions més properes.